# Friedrich Wilhelm von Gaudi
Pour les articles homonymes, voir Gaudi (homonymie).
Friedrich Wilhelm Ernst baron von Gaudi (Gaudy) (né le 23 août 1725 à Spandau et mort le 13 décembre 1788 à Wesel) est un lieutenant général prussien .

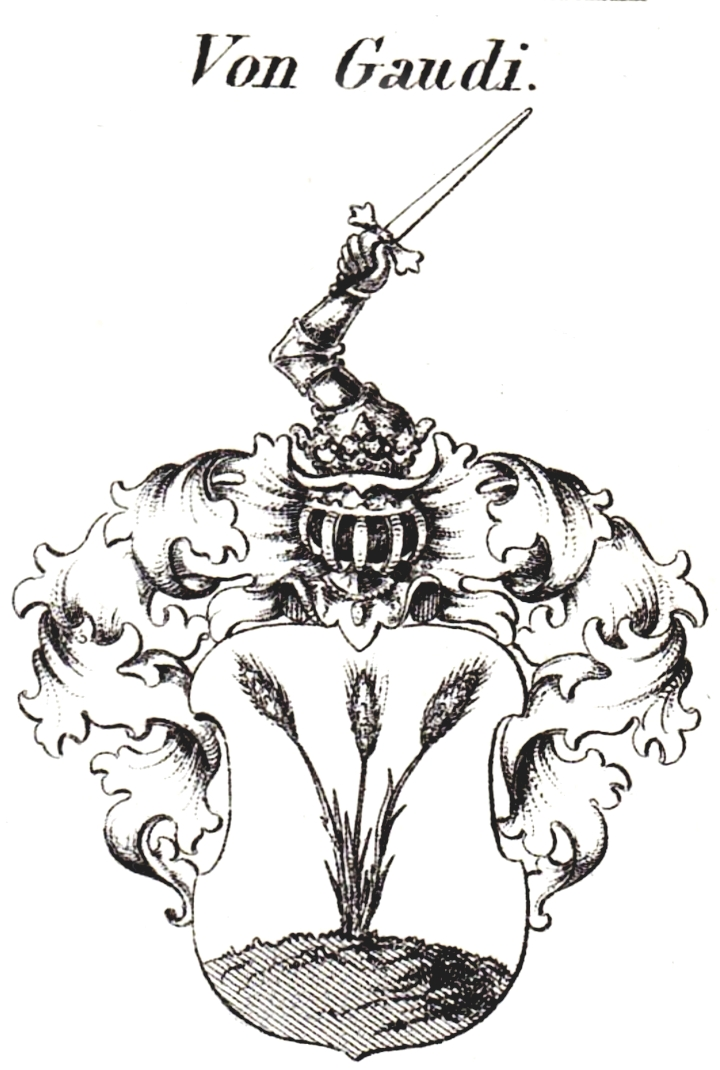
Armoiries de la famille von Gaudi

## Biographie

### Origine
Gaudi est issu d'une famille noble, d'origine écossaise (de), qui a servi les princes de Brandebourg pendant plus de 100 ans. Il est le fils du colonel prussien Andreas Erhard von Gaudi (mort en 1745), décédé à la bataille d'Habelschwerdt (de), et de son épouse Maria Elisabeth, née von Grävenitz. Son frère Carl Friedrich Ludwig von Gaudi (de) est directeur de la chambre de guerre et de domaine (de) de Bromberg et son frère Leopold Otto von Gaudi (de) est chef du département de la Prusse-Orientale et Occidentale.

### Carrière
Il étudie d'abord à Königsberg et rejoint en 1744 le régiment d'infanterie du prince Henri de Prusse. Gaudi participe au siège de Prague pendant la Seconde guerre de Silésie et à la retraite en Silésie. Il est alors chargé de recruter des soldats. En 1750, il devient sergent-lieutenant et en 1756, il est promu capitaine et adjudant du roi Frédéric le Grand. À ce titre, il participe aux batailles de Prague, Kolin, Roßbach et Leuthen pendant la guerre de Sept Ans. Au cours de la guerre, il rejoint Zieten et Hülsen en tant que chef d'état-major et conseiller pour les questions militaires supérieures. En 1760, Gaudi pzut faire ses preuves à Liegnitz (Strehlen), pour lequel il reçoit l'Ordre Pour le Mérite et est promu major. Le 1er mars 1763, il devient commandant d'un régiment de fusiliers à Wesel. En 1767, il devient lieutenant-colonel et en 1770 commandant du régiment d'infanterie "de Hesse-Cassel". En 1771, il est promu colonel. Le 19 juin 1779, il est nommé général de division et commandant du 44e régiment d'infanterie « von Brietzke (de) ».
En 1778, il est censé participer à la guerre de Succession de Bavière, mais tombe de cheval près d'Hildesheim et se casse la jambe. En 1785, il devient inspecteur des régiments de Westphalie, promu lieutenant général le 20 mai 1787 et nommé gouverneur de la citadelle de Wesel en juin. Le 13 septembre 1787, il commande une unité de Prussiens envoyée aux Pays-Bas pour y combattre les troubles. Gaudi a pu accomplir sa tâche sans trop d’effusion de sang.
Un journal tenu par Gaudi pendant la guerre, qui est conservé comme manuscrit dans les archives de guerre de l' état-major, ne peut être considéré comme une source faisant autorité, même s'il a été largement utilisé dans le passé. Gaudi apparaît parfois unilatéralement, étant entré dans certaines contradictions avec le roi.
Friedrich Wilhelm von Gaudi décède le 13 décembre 1788 en tant que gouverneur de la citadelle de Wesel.

### Famille
Il est marié avec Wilhelmine Sophia Charlotte von Hake (1735-1815)  de la branche de Groß-Kreutz depuis 1763. Elle est la veuve du major Wilhelm Ernst von Buddenbrock (de). Le couple a une fille : Wilhelmine Sophie Elisabeth (1765-1840), qui épouse Clemens-August von Wedel (de) (1754-1825) en Frise rientale le 23 août 1781.

## Publications
- Versuch einer Anweisung für Officiere von der Infanterie, wie Feldschanzen angelegt und erbauet… werden können. Röder, Wesel 1767. – Zuletzt 6e éd. Leipzig 1827